# Список объектов всемирного наследия ЮНЕСКО в Беларуси
В списке Всеми́рного насле́дия ЮНЕ́СКО в Респу́блике Белару́сь значатся 4 наименования (на 2019 год), это составляет 0,3 % от общего числа (1248 объектов на 2025 год).
Три объекта включены в список по культурным критериям и один — по природным критериям, причём он признан природным феноменом исключительной красоты и эстетической важности (критерий vii). Кроме этого, по состоянию на 2019 год, 6 объектов на территории Беларуси находятся в числе кандидатов на включение в список всемирного наследия.
Первый объект, находящийся на территории современной Беларуси, был занесён в список ЮНЕСКО в 1979 году. Однако Союз Советских Социалистических Республик, в который на тот момент входила БССР, ратифицировал Конвенцию об охране всемирного культурного и природного наследия только 12 октября 1988 года.

## Список
В данной таблице объекты расположены в порядке их добавления в список всемирного наследия ЮНЕСКО.
| # | Изображение | Название                                                                                               | Местоположение | Время создания | Год внесения в список | №    | Критерии    |
| - | ----------- | --- | --- | -------------- | --------------------- | ---- | ----------- |
| 1 |             | Беловежская пуща (бел. Белавежская пушча)                                                              | Ближайший город: Каменец Область: Брестская (Совместно с Польшей )                                                                            | —              | 1979, 1992, 2014 годы | 33   | vii         |
| 2 |             | Мирский замок (бел. Мірскі замак)                                                                      | Городской посёлок: Мир Область: Гродненская                                                                                                   | XVI—XVII вв.   | 2000 год              | 625  | ii, iv      |
| 3 |             | Геодезическая дуга Струве (бел. Дуга Струвэ) (5 пунктов)                                               | Области: Гродненская, Брестская (Совместно с Латвией , Литвой , Молдовой , Норвегией , Россией , Финляндией , Украиной , Швецией , Эстонией ) | XIX в.         | 2005 год              | 1187 | ii, iii, vi |
| 4 |             | Дворцово-парковый комплекс Радзивиллов в Несвиже (бел. Палацава-паркавы комплекс Радзівілаў у Нясвіжы) | Город: Несвиж Область: Минская | XVI в.         | 2005 год              | 1196 | ii, iv, vi  |

## Предварительный список
В таблице объекты расположены в порядке их добавления в предварительный список. В данном списке указаны объекты, предложенные правительством Республики Беларусь в качестве кандидатов на занесение в список всемирного наследия.
| # | Изображение | Название | Местоположение                                         | Время создания                                                 | Год внесения в список | №    | Критерии   |
| - | ----------- | --- | ------------------------------------------------------ | -------------------------------------------------------------- | --------------------- | ---- | ---------- |
| 1 |             | Августовский канал (бел. Аўгустоўскі канал) | Ближайшее поселение: Сопоцкин Область: Гродненская     | XIX век                                                        | 2004 год              | 1892 | i, iii     |
| 2 |             | Спасо-Преображенская церковь и Софийский собор в Полоцке (бел. Сафійскі сабор) | Город: Полоцк Область: Витебская                       | 1128-1156 и 1030-1060 гг. полная реконструкция — 1738—1750 гг. | 2004 год              | 1893 | i, ii      |
| 3 |             | Борисоглебская (Коложская) церковь в Гродно (бел. Гродзенская Барысаглебская царква) | Город: Гродно Область: Гродненская                     | 1183 год                                                       | 2004 год              | 1895 | i, ii      |
| 4 |             | Культовые сооружения оборонного типа в Беларуси, Польше и Литве (бел. Абарончы храм): Церковь Рождества Богородицы в Мурованке, церковь Святого Михаила в Сынковичах и костёл Иоанна Крестителя в Камаях | Область: Витебская, Гродненская                        | XVI век — начало XVII века                                     | 2004 год              | 1899 | i          |
| 5 |             | Деревянные церкви Полесья (бел. Палессе): Свято-Никитская церковь в Здитово, Петропавловская церковь в Кобрине и др.                                                                                     | Области: Гомельская, Брестская                         | С XVI века                                                     | 2004 год              | 1901 | i, ii, iii |
| 6 |             | Мемориалы героям Великой Отечественной войны: Брестская крепость и Мамаев курган (бел. Мемарыялы героям Вялікай Айчыннай вайны: Брэсцкая крэпасць і Мамаеў курган)                                       | Город: Брест Области: Брестская (Совместно с Россией ) | 1833—1842 гг.                                                  | 2024 год              | 6776 | ii, iv, vi |

## Исключённые объекты
Часть объектов была ранее исключена ЮНЕСКО из предварительного списка по той или иной причине.
| # | Изображение | Название                                                                                        | Местоположение                      | Время создания    | Год внесения в список | №    | Причина                                                 |
| - | ----------- | ----------------------------------------------------------------------------------------------- | ----------------------------------- | ----------------- | --------------------- | ---- | ------------------------------------------------------- |
| 1 |             | Березинский биосферный заповедник (бел. Бярэзінскі біясфэрны запаведнік)                        | Области: Витебская, Минская         | —                 | 1991 год              | 628  | Не соответствие природным критериям Всемирного наследия |
| 2 |             | Материальное воплощение духовного наследия Святой Евфросинии Полоцкой (бел. Ефрасіння Полацкая) | Область: Витебская                  | XII век           | 2008 год              | 1316 | Снят с номинирования                                    |
| 3 |             | Каменецкая башня (бел. Камянецкая вежа)                                                         | Город: Каменец Область: Брестская   | 1271—1288 гг.     | 2004 год              | 1894 |                                                         |
| 4 |             | Свято-Никольский женский монастырь в Могилёве (бел. Манастыр Св. Мікалая)                       | Город: Могилёв Область: Могилевская | XVII век          | 2004 год              | 1896 |                                                         |
| 5 |             | Брестская крепость (бел. Брэсцкая крэпасць)                                                     | Город: Брест Область: Брестская     | 1833—1842 гг.     | 2004 год              | 1897 |                                                         |
| 6 |             | Гомельский дворцово-парковый ансамбль (бел. Гомельскі палацава-паркавы ансамбль)                | Город: Гомель Область: Гомельская   | XVIII—XIX         | 2004 год              | 1898 |                                                         |
| 7 |             | Архитектурный ансамбль проспекта Независимости в Минске) (бел. праспект Незалежнасці)           | Город: Минск Область: Минская       | 1940-е—1950-е гг. | 2004 год              | 1900 |                                                         |